# Tenryūji-bune
Les Tenryūji-bune (天竜寺船) sont deux navires marchands japonais lancés en 1342 pour commercer avec la dynastie Yuan afin de lever des fonds pour la construction du Tenryū-ji. La mission est approuvée par le shogunat Muromachi et les navires confiés au commandement d'un commerçant de Hakata-ku nommé Shihon (至本) à la condition qu'il donne 5 000 kanmon (équivalent à 5 000 000 de mon) au temple, quel que soit le succès commercial de la mission.

## Source
Kōjien, 6e édition

## Source de la traduction
- (en) Cet article est partiellement ou en totalité issu de l’article de Wikipédia en anglais intitulé « Tenryūji-bune » (voir la liste des auteurs).